# Margarete Susman
Margarete Susman, épouse von Bendemann, née le 14 octobre 1872 à Hambourg et morte le 16 janvier 1966 à Zurich, est une poétesse, écrivaine et critique littéraire allemande ayant essentiellement résidé en Suisse. Par des centaines d'essais, cinq recueils de poésie et des ouvrages critiques remarquables, elle s'est distinguée comme philosophe abordant des questions essentielles en littérature, politique, culture, religion. Son ouvrage de 1946, Das Buch Hiob und das Schicksal des jüdischen Volkes (1946), une réflexion sur l'histoire juive à travers le prisme du livre biblique de Job, fut l'une des premières réponses théologiques juives d’après-guerre à l'Holocauste.